# Christoph Siemons

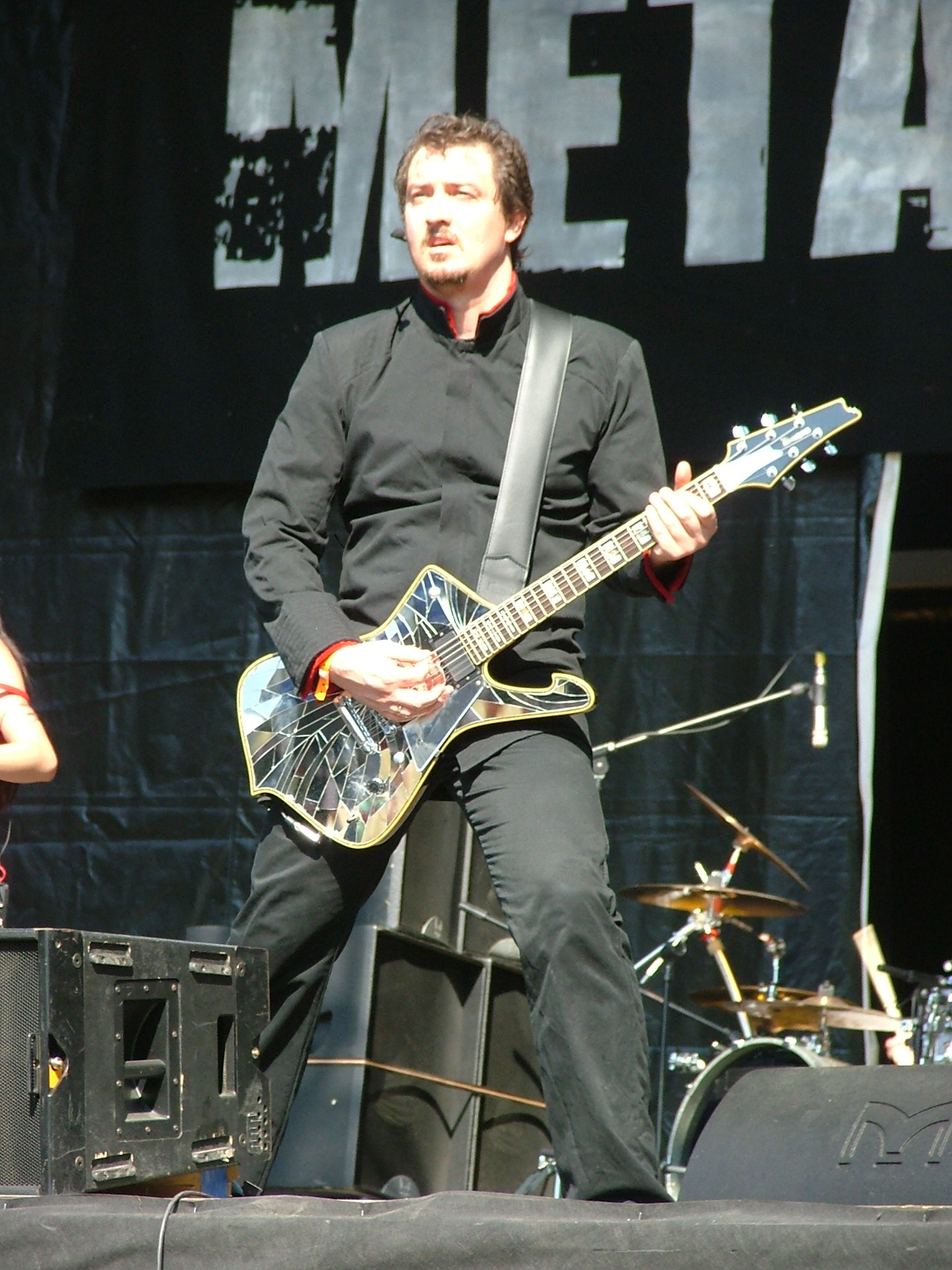
Christoph Siemons mit Krypteria beim Metalcamp 2007

Christoph Siemons (* 25. März 1969 in Augsburg) ist ein deutscher Musikproduzent und Gitarrist der Band Krypteria.

## Leben und Karriere

### Anfänge bis 1999
Christoph Siemons begann im Alter von zwölf Jahren Gitarre zu spielen. Nach dem Abitur 1988 am Couven-Gymnasium in Aachen studierte er in Maastricht und Köln Gitarre. Seine erste große Veröffentlichung war 1988 ein Beitrag zu der Titelmusik der RTL-Sendung Mosh. Mosh war eine Metal-Musiksendung, moderiert von Sabina Classen und Götz Kühnemund. Er spielte in diesen Jahren in diversen Metal- und Hardrockbands, unter anderem für Venice, Healer, 481, Stammheim, Mosquito und Violent Kids (zusammen mit Uli Kusch – ex Helloween, Gamma Ray, Masterplan). Er arbeitete zu dieser Zeit als Studiogitarrist und Gitarrenlehrer. Ab 1996 arbeitete Christoph Siemons zusammen mit Bob Arnz und Reiner Hömig als Produzenten für Acts wie Michael Evans, einem Darsteller aus Unter uns, die Verliebten Jungs, die drei Mal die ZDF-Hitparade gewannen und der Girlgroup Deeva die zwei Singles in den deutschen Charts platzieren konnten. Mit dem Titel Ich bin solo der Verliebten Jungs nahm er das erste Mal beim Vorentscheid des Eurovision Song Contest teil. Dieser Titel konnte sich im Vorentscheid nicht durchsetzen. Die portugiesische Version Es Loucura dieses Titels, gesungen von der Band Excesso, erreichte Platz 1 der Charts in Portugal.

### 2000 und 2001
Aus dem Produzententrio wurde ein Produzentenduo mit Christoph Siemons und Bob Arnz unter dem Namen twoformusic. Anfang 2000 erarbeiteten sie das musikalische Konzept für Big Brother. Sie lieferten der Produktionsfirma Endemol von Big Brother die Idee, die Bewohner der Big-Brother-Häuser singen zu lassen. Der erste Titel dieser Zusammenarbeit war Zlatko mit Ich vermiss dich wie die Hölle, der Platz 1 in Deutschland und Österreich sowie Platz 5 in der Schweiz erreichte. Dieser von Siemons und Arnz geschriebene und produzierte Titel erreichte die Marke von knapp 1 Million verkauften Tonträgern und wurde für den Echo nominiert. Die nächste Veröffentlichung des Produzentenduos war Ich will nur dich von Alex. Dieser Titel wurde ebenfalls zu einer Goldsingle und erreichte in Deutschland die Nr. 3, in Österreich die Nr. 5 und in der Schweiz die Nr. 15 der Charts. Die nächste Single Großer Bruder von Zlatko und Jürgen, wieder von Siemons/Arnz produziert, erreichte ebenfalls die Millionengrenze und landete in Deutschland auf der Nr. 1, in Österreich auf Platz 5 und in der Schweiz auf Platz 8.
Am 26. Juni 2000 standen drei Titel, die Christoph Siemons und Bob Arnz geschrieben und produziert hatten, gleichzeitig in den Top Ten der offiziellen deutschen Singlecharts. Auf Platz 1 Zlatko und Jürgen mit Großer Bruder, Platz 4 Alex mit Ich will nur dich und auf Platz 7 Zlatko mit Ich vermisse dich wie die Hölle. Diese Titel erhielten diverse Gold- und Platinauszeichnungen. In den folgenden Monaten produzierten sie für Big Brother noch einige Alben (Jürgen, Harry und Zlatko) und mehrere Big Brother Bewohner wie Harry, Sabrina, Michael, Alida und Walter, der mit seiner Gold-Single Ich geh nicht ohne dich aus der Feder und mit der Produktion von Siemons/Arnz ebenfalls auf der Nr. 3 in Deutschland landete. In Österreich landete dieser Titel auf dem 8. Platz und in der Schweiz auf dem 11. Platz. 2001 schrieben und produzierten Siemons/Arnz auch den Beitrag Einer für alle zum Vorentscheid des Eurovision Contest, der von Zlatko gesungen wurde. Der Auftritt von Zlatko endete auf Platz 6 in der Endauswertung. Allein im Jahr 2000 verkauften sich die von Siemons und Arnz geschriebenen und produzierten Tonträger mehr als 6 Millionen Mal.

### 2002 bis 2010
Da Bob Arnz seinen Lebensmittelpunkt auf die Insel Ibiza verlegen wollte, vereinbarten Siemons und Arnz, in Zukunft in einem loseren Verbund zusammenzuarbeiten. Um klar auszudrücken, dass diese Lockerung des Bündnisses keinen Bruch der beiden bedeutete, firmierte Bob Arnz in Zukunft unter der Bezeichnung twoformedia und Christoph Siemons firmierte weiter unter twoformusic. Ihr gemeinsamer Verlag Edition twoformusic – EMI Music Publishing, der 2000 gegründet wurde, lief ohne Veränderung weiter. Christoph Siemons arbeitete in Zukunft solo als Produzent. 2002 produzierte und schrieb er das Album Sanctavia für BMG.
Sein nächstes Projekt war die Idee zu dem Rockmusical Krypteria. Dieses Projekt erarbeitete er mit Sänger und Songwriter Michael S.C. Kuschnerus und dem Autor Wolfgang Link. Da dieses Projekt aber nicht den Weg auf eine Bühne fand, veröffentlichte er Krypteria als Doppelalbum mit durchgehender Geschichte (Konzeptalbum) bei Sony Music. Der Titelsong aus diesem Doppelalbum Liberatio, gesungen von der Musical- und Rocksängerin Sylvia Gonzalez Bolivar, die bereits sämtliche weibliche Gesangsparts zu dem Album Sanctavia beigesteuert hatte, wurde am 25. Oktober 2003 medienwirksam in der Samstagabendsendung Pisa – Der Ländertest von Jörg Pilawa live uraufgeführt.
In dem Jahr 2003 schrieb und produzierte er noch für das Album vom Big Brother Bewohner Ulf. Im Herbst des Jahres 2003 produzierte Siemons für die Castingshow Fame Academy sämtliche Playbacks und sieben Singles der Teilnehmer dieser Show. Hier lernte er die Sängerin Ji-In Cho, die spätere Sängerin der Band Krypteria kennen. Anfang 2004 wurde von BMG das Album der Mainzelmännchen veröffentlicht, welches wieder eine Zusammenarbeit von Siemons und Arnz war. Die Songs wurden von Siemons und Arnz produziert und geschrieben.
2004 produzierte und schrieb er anlässlich der Sat1-Sendung Kämpf um deine Frau die Titelmusik und veröffentlichte die Single Komm zurück zu mir mit Nino de Angelo. Weihnachten 2004, als ein Tsunami Küsten in Südostasien verwüstete, erhielt Siemons den Anruf des RTL-Moderators Leonard Diepenbrock, der die Idee hatte, den Song Liberatio in der Originalversion gesungen von Sylvia Gonzalez Bolivar aus dem Konzeptalbum Krypteria für eine Spendenaktion zu nutzen. Der von Siemons geschriebene und produzierte Titel wurde die Musik unter dem Spendenaufruf von RTL. Alle Einnahmen aus dem Verkauf der Single Liberatio kamen den Opfern der Katastrophe zugute. Dieser Titel wurde mehr als 260.000 Mal verkauft und wurde mit Gold ausgezeichnet. In Deutschland erreichte der Song Platz 3, in Österreich Platz 5 und in der Schweiz Platz 20. Aufgrund des großen Erfolges der Single Liberatio formierte sich Anfang 2005 dann die Band Krypteria in der Besetzung Ji-In Cho als neue Sängerin, Christoph Siemons als Gitarrist, Frank Stumvoll als Bassist und S.C. Kuschnerus als Schlagzeuger. Mit Ji-In Cho wurde der Song Liberatio zeitnah neu aufgenommen und ebenfalls veröffentlicht.
2005 veröffentlichten Krypteria bei EMI Music Germany ihr zweites Album In Medias Res, das wiederum von Christoph Siemons produziert wurde. Zur Veröffentlichung des Albums traten Krypteria in der ARD Samstagabend Prime Time Live-Sendung Pisa – Der Ländertest auf. Kurz vor dem Auftritt von Krypteria wurde diese Liveübertragung allerdings wegen des Todes von Papst Johannes Paul II abgebrochen. Dank der koreanischen Wurzeln der Sängerin Ji-In Cho wird dieses Album auch in Südkorea veröffentlicht und landet dort auf Platz 1 der Charts. Im August 2004 veröffentlichen Krypteria anlässlich ihres ersten Auftritts auf dem Wacken Open Air, die von Siemons produzierte EP Evolution Principle. Ab 2006 arbeitete Siemons an den Produktionen von LaFee, die Bob Arnz als Produzent und Manager ins Leben gerufen hatte. Die Alben Lafee (2006) und Jetzt erst recht (2007) erreichten in Deutschland und Österreich jeweils den 1. Platz der Charts. Das Album Ring frei (2009) erreichte in Deutschland Platz 6 und in Österreich Platz 5. LaFee gewinnt insgesamt drei Echos. Im Januar 2007 wurde das von Siemons produzierte Krypteria-Album Blodangel’s Cry veröffentlicht und erreichte in Deutschland Platz 55 und in der Schweiz Platz 44. Im Jahr 2008 produzierte Christoph Siemons das Album Black Roses von Marc Terenzi und schrieb große Teile dieses Albums. Das Album konnte sich auf Platz 35 der deutschen Charts platzieren und die ausgekoppelte Single Billie Jean auf Platz 27. 2008 wirkte Siemons an der Produktion der Single Celebrate der Metal-Queen Doro Pesch mit, die Platz 75 der Charts erreichte. 2009 produziert Siemons das Krypteria-Album My Fatal Kiss jetzt auf dem Label Roadrunner, das aber nur Position 63 in Deutschland erreicht. Anfang 2010 schreibt und produziert der Fußballfan Christoph Siemons für den Fußballverein Fortuna Köln die neue Vereinshymne Fortuna.

### 2010 bis 2016: Liberatio Music
2010 produzierte Siemons das neue Album All Beauty Must Die von Krypteria, das 2011 auf dem Label Liberatio Music, erschien. Dieses Album erreicht Platz 24 der deutschen Charts. Gleichzeitig erreichte die von Siemons für Borussia Dortmund produzierte und von Krypteria gesungene BVB-Hymne 2011 Unser Stolz Borussia Platz 6 der deutschen Singlecharts. 2012 konnte er in der Zusammenarbeit mit dem Stadionsprecher des BVB Norbert Dickel diesen Erfolg mit der von Siemons produzierten Single Borussia schenk uns die Schale und dem Platz 2 der deutschen Singlecharts noch übertreffen. Diese zwei Songs für den BVB erreichen den Status der erfolgreichsten Vereinshymnen weltweit. 2012 produziert er für EMI noch ein weiteres Big Brother-Album. 2012 gründete Siemons die Pop-Band F.R.E.I. mit Frontmann Daniel Wagner. Das erste F.R.E.I. Album Grenzenlos wurde aber aufgrund einer lebensbedrohlichen Erkrankung von Christoph Siemons nicht wie geplant im Sommer 2012 veröffentlicht. Im Sommer 2012 musste Christoph Siemons sich einer Herzoperation unterziehen. Erst im Februar 2013 wurde Grenzenlos veröffentlicht. 2014 wechselte das Label Liberatio Music zu Warner Music Germany.

### Seit 2016
Seit 2016 konzentrierte sich Christoph Siemons wieder komplett auf das Produzieren von Musik. Er produzierte 2016 für die 80er Jahre Ikone „Sandra“ einen Remix zu ihrem 30-jährigen Bühnenjubiläum zum Song In the heat of the night. Im Herbst 2016 produzierte er für den YouTuber „Emrah“ den Song Tell me that you love me und im Frühjahr 2017 für „Emrah“ Deine Chemie. Im Sommer 2017 wurde das von Siemons und Arnz produzierte Album der Powerboys, eine Band aus 10–14-jährigen Jungen, veröffentlicht. Für die Räuber produzierte er im Herbst 2017 den Titel Für die Iwigkeit, der zu einem der erfolgreichsten Songs der Karnevalssession 2017/2018 wurde. 2018 veröffentlichte Mickie Krause die hochdeutsche Version dieses Titels. Zur WM 2018 ist er als Komponist und Produzent an dem Titel Flutlicht", gesungen von Adel Tawil, beteiligt. Im Jahr 2019 wurde die erste Single von Torben Klein veröffentlicht, die Christoph Siemons produzierte. Außerdem ist Christoph Siemons seit April 2019 der Gitarrist der Torben Klein Band. Neben ihm sind Rainer Kind (Schlagzeug), Christian Besch (Keyboards) und August Amaretto Wemke (Bass) ständige Mitglieder der Band.
Im April 2020 veröffentlichte Siemons über das neu gegründete Label BurdaForward Music den ersten Song Victoriam seines neuen Projektes Sinfoglesia. Der offizielle Song zur Focus-Online-Aktion Corona Care landete sofort auf Platz 1 der iTunes- und Amazon-Charts. Im Dezember 2020 erreichte das Debütalbum Das Versprechen von Sinfoglesia Platz 25 der offiziellen Deutschen Album-Charts. Im Sommer 2021 wurde Siemons mit Sinfoglesia in 7 Kategorien für den Opus Klassik nominiert, u. a. wurde Siemons neben Hans Zimmer in der Kategorie „Komponist des Jahres“ für den Opus Klassik 2021 nominiert. Im Jahr 2022 wurde das von Siemons komponierte und produzierte 2. Sinfoglesia-Album „Der Aufbruch“ in insgesamt 9 Kategorien für den Opus Klassik 2022 nominiert.

## Bandgitarrist
Als Gitarrist von Krypteria spielt Christoph Siemons auf allen Produktionen von Krypteria die Gitarre, wird aber seit 2010 live von Oliver Singer vertreten. Mit Krypteria spielte er mehrmals beim Wacken Open Air (2006 und 2008) und diversen Metalfestivals in Mexiko, Korea, Vietnam, Finnland, Belgien, Holland, Slowenien und spielte Touren mit Subway to Sally, Doro und Deep Purple. 2011 veröffentlichte Siemons unterstützt von seiner Band Krypteria seine Version des CANON ROCK – KRYPTERIA.